# Terremoto de Salta de 1844
El terremoto de Salta de 1844 fue un terremoto o movimiento sísmico que tuvo lugar en la provincia de Salta, República  Argentina, el 18 de octubre de 1844, a las 23.00 (UTC-3). Registró una magnitud de 6,5 en la escala de Richter. 
Su epicentro estuvo a 24°48′S 64°42′O / -24.80, -64.70, a una profundidad de 30 km.
Este terremoto se sintió con grado VII en la escala de Mercalli. Afectó a varias poblaciones de la provincia de Salta y a la ciudad capital. Produjo daños y algunas víctimas.